# Stefan Schwarz (football)
Stefan Schwarz, né le 18 avril 1969 à Malmö (Suède), est un ancien footballeur international suédois ayant évolué au poste de milieu de terrain.
Schwarz a commencé sa carrière professionnelle au Malmö FF en 1987 avant de défendre successivement les couleurs de Benfica, d'Arsenal, de la Fiorentina, de Valence et de Sunderland, où il mettra un terme à sa carrière en 2003. Schwarz a obtenu 69 sélections avec l'équipe nationale suédoise, inscrivant six buts. Il a représenté son pays lors des Coupes du Monde 1990 et 1994, ainsi que pour l'Euro 1992.

## Palmarès

### En club
Malmö FF
- Champion de Suède (2) : 1987, 1988
- Vainqueur de la Coupe de Suède (1) : 1989

 Benfica Lisbonne
- Champion du Portugal (2) : 1991, 1994
- Vainqueur de la Coupe du Portugal (1) : 1993
- Vainqueur de la Supercoupe du Portugal (2) : 1991, 1993

 Arsenal FC
- Finaliste de la Coupe d'Europe des vainqueurs de coupe : 1995

 AC Fiorentina
- Vainqueur de la Coupe d'Italie (1) : 1996
- Vainqueur de la Supercoupe d'Italie (1) : 1996

 Valence CF
- Vainqueur de la Coupe d'Espagne (1) : 1999

### En sélection
Suède
- 3e de la Coupe du monde 1994